# Fernand Faniard
 (février 2015).
Fernand Faniard, né Fernand Smeets le 9 décembre 1894 à Saint-Josse-ten-Noode (commune de Bruxelles, Belgique) et mort à Paris (12e) le 3 août 1955, est un chanteur de l'Opéra de Paris, naturalisé français en 1949.
Inscrit dans le Dictionnaire des Chanteurs de l'Opéra de Paris de Jean Gourret, Fernand Faniard est un ténor wagnérien des années 1930 à 1950.
Sa petite-fille, Odile Faniard, elle-même artiste lyrique, a repris le nom de scène de son grand-père.

## Biographie
Fernand Faniard, né Fernand Smeets le 9 décembre 1894 à Saint-Josse-ten-Noode, Belgique, fut un ténor de l’Opéra de Paris. 
Il commença sa carrière comme baryton à La Monnaie à Bruxelles en 1920, avant de s'orienter vers le registre de ténor héroïque. 
Faniard fit ses débuts parisiens en 1930, au Palais Garnier et interprètera de grandes œuvres wagnériennes, notamment Lohengrin, Tristan et Isolde et La Walkyrie.
Au cours de sa carrière, il se produisit dans de nombreux théâtres européens, en Italie, en Belgique, et dans les colonies françaises. 
Malgré un échec lors de ses débuts en Italie à Parme, il triompha sur les scènes françaises et belges. Il chantait dans plusieurs langues, y compris en néerlandais durant l’occupation allemande de la Belgique. 
En 1949, il devint citoyen français et continua sa carrière à l’Opéra de Paris et au Grand Théâtre de Genève, entre autres.
Faniard mourut à Paris le 3 août 1955, laissant derrière lui l'image d'un travail rigoureux et de contributions à l’opéra wagnérien. Ses enregistrements commerciaux sont rares. Ses performances radiophoniques, notamment à Radio Alger, restent une référence.

## Formation et débuts
Il commence ses études de chant au Conservatoire royal de Bruxelles, dans la classe du ténor Laurent Swofs, puis avec Désiré Demest. 
Il se produit comme deuxième Baryton au théâtre de La Monnaie de Bruxelles, ainsi qu'à Gand, en compagnie d'un autre débutant : le ténor André Burdino.
Son registre évoluant, Fernand Faniard se met  à étudier les partitions de ténor, d'abord avec Éric Audoin, puis avec Tilkin-Servais. Il acquiert une excellente tessiture de ténor et débute, en tant que tel, à l'Opéra Français d'Anvers en 1926, pour Samson, Hérodiade, Boris Godounov (création en Français), Le Roi d'Ys, La Jane (création). Il sera engagé à nouveau dans ce théâtre en 1927.
Il est par la suite engagé à l'Opéra de Monte-Carlo. Au cours des saisons 1928, 1929, 1930, il crée en langue française les rôles d'Hérode de Salome et de Ménélas dans Hélène d'Égypte, deux œuvres de Richard Strauss.
Il y reprend, sous la direction de Raoul Gunzbourg, quelques ouvrages du répertoire : Samson, La Damnation de Faust, la Walkyrie et Boris Godounov (dans le rôle de Grégory Dimitri), aux côtés de Féodor Chaliapine.
Son succès à l'Opéra de Monte-Carlo le fait engager par Jacques Rouché, directeur de l'Opéra de Paris. Il débute sur la scène du Palais Garnier, aux côtés de Laure Tessandra, dans Samson et Dalila, le 24 mai 1930.
Il reste dans ce théâtre en 1931, 1932, 1933, 1937, 1942. Il y chante, outre Samson, Hérodiade (Jean), La Juive (Éléazar), les rôles de Siegmund de la Walkyrie, Tannhäuser, Lohengrin et Tristan de Tristan et Isolde, et y remporte de vrais succès.
Il crée, en 1931, Samson et Dalila à l'Opéra de Luxembourg.
Invité à l'Opéra Royal Flamand d'Anvers, il donne, en 1931 et 1932, une série de représentations, en allemand, d'œuvres wagnériennes (Lohengrin, Tristan, Walküre, Tannhäuser, Parsifal) et reviendra dans ce théâtre en 1942 et 1943 pour interpréter ces œuvres en néerlandais.
Fernand Faniard participe à de très concerts chez Colonne, Pasdeloup, aux concerts Poulet-Siohan, aux conservatoires de Bruxelles, Metz, Valenciennes, Tournai, Charleroi, ainsi qu'aux concerts populaires d'Angers, Brest, Kursaal d'Ostende, etc.
À la fin d'un concert au Palais des beaux-arts de Bruxelles, vers 1935, il est félicité par la Reine Élisabeth de Belgique.
Sur les ondes, entre 1935 et 1940, on l'entend sur Radio-Paris, accompagné par l'Orchestre National sous la direction de Désiré-Émile Inghelbrecht, sur Le Poste Parisien, sur Radio Tour Eiffel et, en Belgique, sur les antennes de l'INR Français, de l'INR Flamand, ainsi que sur Radio Luxembourg.
Engagé à l'Opéra de Francfort s/ Main en 1933 pour y interpréter des œuvres de Richard Wagner, son contrat est annulé par les autorités nazies.
En 1937, il est à l'affiche du Teatro Reale de Parme dans Lohengrin, chanté en italien. Sa carrière italienne est brève : le public le juge chant trop académique.
La même année, dans le rôle de Faust de La Damnation de Faust, il est aux côtés de Ninon Vallin (Marguerite) et de Vanni-Marcoux (Méphistophélès) pour la représentation exceptionnelle du Bicentenaire du Capitole de Toulouse.
Les 4 et 6 mars 1938, pendant la guerre civile, malgré les alertes aériennes, il chante au Liceo de Barcelone : Samson et Dalila, avec Lucienne Anduran.
En 1939, son engagement au Colon de Bunos Aires et au Metropolitan de New York est annulé par la déclaration de guerre. Comme d'autres, Fernand Faniard poursuit sa carrière dans son pays d'adoption et en Belgique, avec succès.
Il est présent sur les scènes de France : Lyon, Marseille, Toulouse, Nice, Lille, Amiens, Vichy, Rouen, Orange, Vaison-la-Romaine, etc. ainsi qu'en Algérie (comme ses représentations à guichets fermés d'Alger et d'Oran dans l'Éléazar de La Juive et dans le rôle de Jean d’Hérodiade), au Maroc (Casablanca), en Belgique (Gand, Liège, Namur, Verviers) et en Suisse, au Grand Théâtre de Genève (1940).
En 1942, aux côtés de José de Trévi et de José Beckmans (ru), il incarne le cardinal Bernardo Novagiero, dans le Palestrina de Hans Pfitzner (version française).

## Après-guerre
En 1949, 1950 et 1951, sous la direction de Georges Hirsch ou de Georges Sébastian, il reprend (parfois au pied levé) les rôles de Lohengrin et Tristan aux côtés de Suzanne Juyol, en compagnie de René Bianco et Pierre Froumenty?
Au Grand Théâtre de Bordeaux, il est le partenaire de la vedette de Bayreuth : Germaine Lubin (Tristan et Isolde) et d'André Pernet (Damnation de Faust).
En 1951, à Strasbourg, dans le rôle du Cardinal-Archevêque de Mayence, il participe à la création, en français, de Mathis le peintre de Paul Hindemith, en compagnie de Rita Gorr, Andine Yosif et Roger Barsac, sous la baguette d'Ernest Bour.
Après la guerre et sa naturalisation française en 1949, il participe, sur la « Radiodiffusion Française » à plusieurs émissions de Roland-Manuel : « Plaisir de la Musique » (1949, 1950). Il y chantera avec Suzanne Juyol des extraits de Tristan et Isolde et de Siegfried.
On peut l'entendre dans Geneviève de Paris de Marcel Mirouze en 1950, dans Guercœur d'Albéric Magnard (Heurtal), ainsi que dans l'intégrale de L'Attaque du moulin d'Alfred Bruneau, diffusée le 9 octobre 1952, pour le cinquantième anniversaire de la mort d'Émile Zola, inspirateur de l'œuvre. Ces deux opéras sont sauvegardés par l'INA.
Comme il l'avait fait à l'École normale en 1938,  à l'étonnement admiratif des connaisseurs, il donne, en 1950 et 1951, l'intégrale des Amours du Poète (Dichterliebe) de Robert Schumann, en allemand et accompagné au piano par Pierre Capdevielle. En 1951, sur les antennes de « Radio-Stuttgart » et de « Radio Francfort », il donne un récital de mélodies de compositeurs français (Fauré, Duparc, Saint-Saëns, Debussy, Chausson).
En 1953, il doit cesser son activité, à cause des premières atteintes de la maladie. Il meurt à Paris, chez lui, 68 boulevard Soult, le 3 août 1955.
Après le décès du ténor Van Dyck, en 1923, il avait racheté la plus grande partie de ses costumes. Le manteau de Tristan lui servira de linceul.

## Répertoire musical
Samson et Dalila, Faust, Monna Vanna, Antar, Alceste, Quo Vadis, Messalin, Castor et Pollux, Lohengrin, Tannhäuser, Tristan et Isolde, Parsifal, Rienzi, Aïda, Salomé, Boris Goudonov, Palestrina, Patrie, ...
Fernand Faniard a travaillé avec Maurice Corneil de Thoran dans la troupe de La Monnaie.
Il a collaboré avec le réalisateur de cinéma Fernand Wicheler, coauteur de la célèbre pièce de théâtre Le Mariage de Mademoiselle Beulemans, et avec les comédiens Gilberte Legrand et Willy Maury.
Après la mort de Wicheler, en 1935, Willy Maury devenu le compagnon de Gilberte Legrand (la veuve de Wicheler), le couple et Faniard poursuivent leur collaboration. Ils enregistrent quelques 78 tours chez « Perfectaphone » et chez « Ultraphone », sous le pseudonyme de Darfany. 
Une opérette intitulée Ces Messieurs aux chapeaux noirs (contrepoint de la célèbre pièce de théâtre Ces dames aux chapeaux verts, tirée du roman du même nom) était en cours d'élaboration en 1937–1938, la création étant prévue pour 1940. Le projet est annulé par la déclaration de guerre.

## Enregistrements
En dehors d'un 78 tours confidentiel de deux mélodies flamandes, les enregistrements de Fernand Faniard sont rares. Il a toujours refusé les propositions des compagnies de disques. Il se jugeait avec la plus grande sévérité et redoutait de se décevoir lui-même. Aucune trace de ses interprétations wagnériennes n'a été préservée. 
Les seuls témoignages sonores proviennent d'émissions radiophoniques.  Deux enregistrements proviennent de « Radio-Alger », réalisés et emmenés en France par Jacques Bedos. Il les a déposés aux archives de l'INA/Radio-France, où ils ont été retrouvés.
- Mélodies Flamandes (en néerlandais) : 
  - Hoe lustig zweeven [Quelle joie de planer] (Geodel-Ottoy-Jennesky) ;
  - Het huisje bij den toren [La maisonnette près de la tour] (J. van Laar Sr.) Polydor 1936, Série JAP 512.673.
- Mélodies de compositeurs français : 
  - Clair de lune ;
  - Fleur jetée (Fauré) ;
  - Chanson triste (Duparc) ;
  - Le Manoir de Rosemonde (Duparc) ;
  - Tendresse (Bachelet) ;
  - La chanson des trois roses (Bachelet) ;
  - Sabre en main (Saint-Saëns) ;
  - Beau soir (Debussy) - Mandolines (Debussy) ;
  - La Caravane (Chausson). Heirich Baumgartner, piano (Radio Stuttgart, 6 décembre 1951, Archives du Süddeutscher Rundfunk).
- Ah! quels tourments (Zémire et Azor / Grétry) - Bannis les craintes et les alarmes (Alceste./ Gluck). Orchestre sous la direction de Roger Ellis (Radio Alger, 18 août 1949, Archives INA/Radio-France).
- Dichterliebe / Les amours du poète (Schumann). Extraits : nos 1-4, 6-8, 10, 13, 16 (en allemand)
- Schwanengesang/ "Le chant du cygne" - Extraits : Der Doppelgänger / Le sosie (Schubert) (en allemand). Pierre Capdevielle, piano (enregistrement privé : Studio Technisonor, 1950, Archives INA/Radio-France).
- Prométhée (Hugo Wolf) Paroles françaises de Fernand Faniard.
- Le voyage nuptial du chevalier Conrad (Ritter Kurts Brautfahrt - Hugo Wolf) Paroles françaises et orchestration de Fernand Faniard. Orchestre et direction inconnue (Radio Strasbourg, 1950, Archives INA/Radio-France).
- Guercœur (Albéric Magnard), avec Marcelle Bunlet, Jacqueline Delusseux, Denise Scharley, Flora Betty, Marisa Ferrer, Yvette Darras, Bernard Demigny. Orchestre Radio-Lyrique de la R.T.F./ Direction : Tony Aubin (mars 1951, Archives INA/Radio-France, publié sur disque 33 tours).
- L'Attaque du moulin (Alfred Bruneau), avec Jeanne Rolland, Hélène Bouvier, Yvette Darras, Charles Cambon, Lucien Lovano, Jacques Bouet, Marcel Hénot, Bernard Lefort, Joseph Peyron. 	Orchestre Radio-Lyrique de la R.T.F./ Direction : Eugène Bigot (9 octobre 1952, Archives INA/Radio-France).
- Mélodies et Airs d'Opéra. Catégorie « Enregistrements Historiques » (CD Musique en Wallonie : Août 2009)

Versions françaises 
- Mélodies d'Hugo Wolf sur des Poèmes de Gœthe (Éditions Hinrinchsen, Londres, 1951)
- Ritter Kurt Brautfahrt (le voyage nuptial du Chevalier Conrad) (+ orchestration)
- Gutmann und Gutweib (Bonhomme et Bonne femme) (+ orchestration)
- Cophtisches Lied (Chanson Cophte)
- Beherzigung (Discernement)
- Prometheus (Prométhée)
- Ganymed (Ganymède) (+ orchestration)
- Grenzen der Menscheid (Les Limites Humaines)

Orchestration seule
- Les Deux Grenadiers , [Mélodie de Robert Schumann sur un Poème de Heinrich Heine]

## Sites externes
- Ressources relatives à la musique :   - AllMusic
  - MusicBrainz
- Notices d'autorité :   - VIAF
  - ISNI
  - BnF (données)
  - LCCN
  - Belgique